# Philodendron venezuelense
Philodendron venezuelense är en kallaväxtart som beskrevs av George Sydney Bunting. Philodendron venezuelense ingår i släktet Philodendron och familjen kallaväxter. Inga underarter finns listade.